# Marcus Hansson
Marcus Hansson (Borås, 18 oktober 1969) is een Zweeds voormalig motorcrosser.

## Carrière
Hansson werd Wereldkampioen motorcross in 1994 in de 500cc-klasse met Honda. Hij versloeg hierbij Jacky Martens en Joël Smets. Hansson stopte met motorcrossen in 1995 nadat hij een zware blessure opliep tijdens een Supercrosswedstrijd.
Hansson is tot op heden de laatste Zweedse Wereldkampioen motorcross.

## Palmares
- 1994: Wereldkampioen 500cc